# Crematogaster lorteti
Crematogaster lorteti är en myrart som beskrevs av Auguste-Henri Forel 1910. Crematogaster lorteti ingår i släktet Crematogaster och familjen myror.

## Underarter
Arten delas in i följande underarter:
- C. l. hellenica
- C. l. lorteti